# SMS Derfflinger
El SMS Derfflinger fue un crucero de batalla de la Marina Imperial alemana construido justo antes del estallido de la Primera Guerra Mundial, líder de una clase de tres navíos a la que también pertenecieron el Lützow y el Hindenburg. Los cruceros de la clase Derfflinger fueron más grandes e incorporaron significativas mejoras con respecto a los cruceros de batalla alemanes anteriores en cuanto a su armamento, blindaje y rango de actuación. El buque recibió su nombre del mariscal de campo Georg von Derfflinger, que luchó en la guerra de los Treinta Años.
El Derfflinger formó parte del I Grupo de Reconocimiento durante la mayor parte de la Gran Guerra, y participó en varias acciones ofensivas de la flota alemana durante la misma. Colaboró en los bombardeos de ciudades costeras inglesas, así como en las batallas del Banco Dogger y Jutlandia, donde su tenaz resistencia llevó a los ingleses a apodarlo como «perro de hierro». El crucero fue uno de los responsables del hundimiento de dos cruceros de batalla británicos en Jutlandia, pues junto al Seydlitz destruyó el HMS Queen Mary, y su buque gemelo Lützow le asistió en el hundimiento del Invincible. El Derfflinger fue internado junto al resto de la Flota de Alta Mar alemana en Scapa Flow tras el armisticio alemán, en noviembre de 1918. Bajo las órdenes del almirante Ludwig von Reuter y para evitar que cayeran en manos británicas, todos los barcos alemanes internados en el fondeadero escocés fueron echados a pique por sus propias tripulaciones el 21 de junio de 1919. El Derfflinger se hundió a las 14:45.

## Construcción

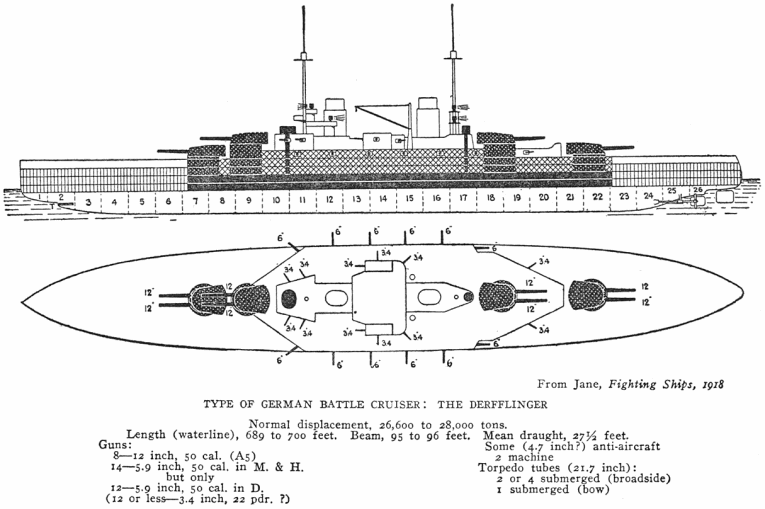
Planta y alzado de los cruceros clase Derfflinger, en Jane's Fighting Ships

Construido en el astillero de Blohm & Voss en Hamburgo, la quilla del SMS Derfflinger fue puesta en grada en enero de 1912. Iba a ser botado el 14 de junio de 1913, pero los listones de madera sobre los que descansaba el buque se atascaron y solo se arrastró poco más de 30 cm. Un segundo intento de arrastre al mar, el 12 de julio, fue el que finalmente lo puso a flote. Una tripulación compuesta por trabajadores del astillero condujo el navío alrededor del cabo Skagen hasta Kiel. A fines de octubre el crucero de batalla fue asignado al I Grupo de Reconocimiento, pero diversos daños en sus turbinas surgidos durante las pruebas de mar impidieron que se uniera a su unidad hasta el 16 de noviembre.
Una vez concluido, el Derfflinger desplazaba cerca de 27 000 toneladas y tenía 210 m de eslora. Tuvo una tripulación de 44 oficiales y 1068 marineros. Fue equipado con dos juegos de turbinas de alta y baja presión movidas por catorce calderas de carbón que hacían girar cuatro hélices. Fue capaz de alcanzar velocidades de 26,4 nudos (49 km/h) y podía navegar 5600 millas náuticas (10 400 km) a una velocidad de crucero de 14 nudos (26 km/h). A principios de agosto de 1915 se montó una grúa en el centro del navío y se llevaron a cabo pruebas con hidroaviones Hansa-Brandenburg W.
Su armamento se basaba en un batería principal de ocho cañones de 305 mm, lo que convertía al Derfflinger en el crucero de batalla alemán más grande y poderoso de la época. Su armamento se completaba con doce cañones de 150 mm montados en casamatas individuales y ocho de 88 mm, también situados en casamatas, aunque cuatro de estos fueron retirados en 1916. Cuatro cañones antiaéreos de 88 mm se le instalaron en el centro, así como cuatro tubos lanzatorpedos de 500 mm sumergidos, distribuidos uno a proa, dos en los costados y el restante en popa.

## Historial de servicio

### Bombardeos de Scarborough, Hartlepool y Whitby

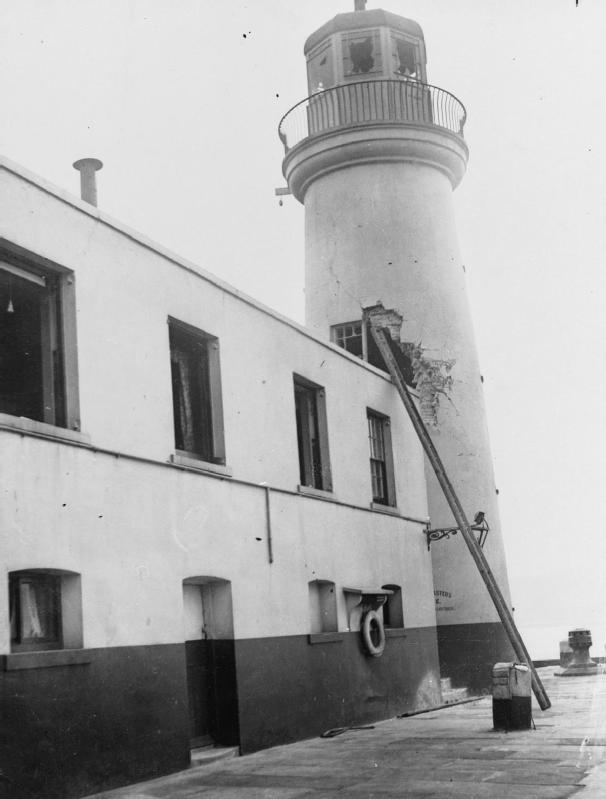
Daños en el faro de Scarborough causados por los proyectiles de los cruceros de batalla alemanes.

La primera operación de combate del Derfflinger fue una incursión de ataque a las ciudades costeras inglesas de Scarborough, Hartlepool y Whitby. Otra incursión ya había sido realizada por los cruceros de batalla del I Grupo de Reconocimiento a la ciudad de Great Yarmouth a fines de 1914. El almirante Friedrich von Ingenohl, comandante de la Flota de Alta Mar, decidió realizar un segundo ataque a las costas británicas con el objetivo de atraer, aislar y destruir una parte de la Gran Flota británica, la más numerosa del mundo entonces. A las 03:20 del 15 de diciembre el almirante Franz von Hipper, a bordo de su buque insignia Seydlitz, partió del estuario del río Jade. Siguiendo a este buque iban los cruceros Derfflinger, Moltke, Von der Tann y Blücher, acompañados de los cruceros ligeros Kolberg, Strassburg, Stralsund y Graudenz y dos escuadrones de buques torpederos. La flota navegó al norte más allá de la isla Heligoland hasta alcanzar el faro de Horns Reef, donde tomaron rumbo oeste hacia Scarborough. Doce horas después de la partida de Hipper del Jade salió la Flota de Alta Mar para proporcionarle cobertura lejana con sus catorce dreadnoughts, ocho pre-dreadnoughts y una fuerza de pantalla de dos cruceros acorazados, siete cruceros ligeros y cincuenta y cuatro buques torpederos.
Cuatro meses antes, el 26 de agosto de 1914, el crucero ligero alemán Magdeburg había encallado en el golfo de Finlandia y había sido capturado por las fuerzas rusas, que así se hicieron con libros de código usados por la flota alemana y con cartas de navegación del Mar del Norte. Estos documentos fueron transferidos a la Marina Real británica, que desde entonces pudo decodificar los mensajes alemanes y conocer por anticipado el bombardeo de Scarborough y la fecha de su realización. Los detalles exactos no eran conocidos por los ingleses, pero supusieron que la flota alemana se mantendría segura en puerto como en la incursión anterior. Los cuatro cruceros de batalla del almirante David Beatty, apoyado por el 3.er Escuadrón de Cruceros y el 1.er Escuadrón de Cruceros Ligeros, junto con los seis dreadnoughts del 2.º Escuadrón de Batalla, se dirigieron a emboscar la fuerza de Hipper.
Durante la noche del 15 de diciembre, el cuerpo principal de la Flota de Alta Mar se encontró con destructores británicos. Temiendo la posibilidad de un ataque nocturno con torpedos, el almirante Ingenohl ordenó la retirada. Hipper no se enteró de la decisión de su superior y continuó con los bombardeos. Al llegar a las costas británicas dividió sus barcos en dos grupos: Seydlitz, Moltke y Blücher fueron al norte para atacar Hartlepool, mientras que el Von der Tann y el Derfflinger fueron al sur para bombardear Scarborough y Whitby. De las tres ciudades, solo Hartlepool tenía baterías de artillería costera. Durante al ataque a Hartlepool, el Seydlitz recibió tres impactos y el Blücher seis de las baterías costeras. Aunque el barco sufrió pocos daños, nueve tripulantes del Blücher murieron y otros 3 fueron heridos. A las 09:45 del día 16 los dos grupos volvieron a unirse y comenzaron su retirada hacia el este.
En ese momento, los cruceros de batalla de Beatty estaban en condiciones de bloquear la ruta escogida por Hipper, mientras que otra fuerza venía en camino para completar el cerco. A las 12:25 los cruceros ligeros del II Grupo de Reconocimiento atravesaron las fuerzas británicas en busca de las de Hipper. Uno de los cruceros del 2.º Escuadrón de Cruceros Ligeros vio al Stralsund y dio aviso a Beatty, por lo que cinco minutos después este volvió sus cruceros hacia los alemanes. Beatty supuso que los cruceros germanos eran la pantalla de avance para los barcos de Hipper, pero los cruceros de este estaban 50 km por delante. El 2.º Escuadrón de Cruceros Ligeros, que había estado actuando de pantalla de los barcos de Beatty, se destacó para perseguir los barcos de Hipper, pero un mensaje malinterpretado de los cruceros británicos lo envió de vuelta a su posición de cobertura. Esta confusión permitió a los navíos alemanes navegar al noreste de las fuerzas británicas y escapar de ellas.
Tanto británicos como alemanes estuvieron muy desafortunados en encarar a sus oponentes. La reputación del almirante Ingenohl resultó seriamente dañada debido a su timorata actitud, y el furioso capitán del Moltke dijo que este había ordenado retirada «porque tenía miedo de once destructores británicos que podían ser eliminados… Bajo la actual dirección no vamos a lograr nada». La historia oficial alemana critica a Ingenohl por no usar sus fuerzas ligeras para determinar el tamaño de la flota británica, indicando: «Se decidió por una medida que no solo puso en peligro sus fuerzas desplegadas frente a la costa inglesa, sino que también privó a la flota alemana de una victoria segura».

### Batalla del Banco Dogger

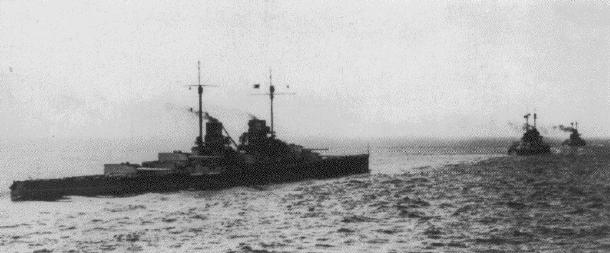
Los cruceros de batalla Derfflinger, Moltke y Seydlitz (de izquierda a derecha) en camino al Banco Dogger.

A primeros de enero de 1915 supieron en el comando naval alemán que barcos británicos estaban llevando a cabo reconocimientos en el área del Banco Dogger. El almirante Ingenohl se mostró reacio a destruir esos barcos porque el I Grupo de Reconocimiento estaba momentáneamente debilitado mientras el Von der Tann permanecía en dique seco para mantenimiento periódico. El contraalmirante Richard Eckermann, jefe del Estado Mayor de la Flota de Alta Mar, insistió en la operación, por lo que Ingenohl cedió y ordenó a Hipper dirigirse con sus cruceros de batalla al Banco Dogger.
El 23 de enero Hipper partió con el Seydlitz a la cabeza, seguido del Moltke, el Derfflinger y el Blücher, junto con los cruceros ligeros Graudenz, Rostock, Stralsund y Kolberg y 19 buques torpederos de la V Flotilla y las II y XVIII Medias Flotillas. El Graudenz y el Stralsund fueron asignados a la cobertura delantera, el Kolberg y el Rostock a estribor y babor, respectivamente. Cada crucero ligero contó con una media flotilla de buques torpederos adjunta.
Una vez más, la interceptación de las señales inalámbricas alemanas jugó un importante papel. Incluso sin tener conocimiento exacto de operación, la inteligencia británica dedujo el movimiento de las fuerzas alemanas al banco Dogger. Para combatirlos el 1.er Escuadrón de Cruceros de Batalla de Beatty, el 2.º Escuadrón de Cruceros de Batalla del contraalmirante Gordon Moore y el 2.º Escuadrón de Cruceros Ligeros del comodoro William Goodenough fueron a reunirse a las 08:00 del día 24 de enero con la Fuerza Harwich del comodoro Reginald Tyrwhitt a 30 millas náuticas al norte del banco Dogger.
A las 08:14 del día 24 de enero el crucero alemán SMS Kolberg divisó al crucero ligero Aurora y a varios destructores de la Fuerza Harwich. El Aurora lo desafió con un reflector, por lo que el Kolberg lo atacó y le hizo blanco con dos proyectiles, a lo que el navío británico respondió impactándole con otros dos disparos. Hipper ordenó inmediatamente virar a sus cruceros hacia ellos cuando, casi al mismo tiempo, el SMS Stralsund pudo ver en lontananza, al noroeste de su posición, una gran columna de humo. Ello fue interpretado como una gran fuerza inglesa en dirección a la flota de Hipper.
Hipper tomó rumbo sur para dejar atrás a los navíos británicos, pero debió limitarse a avanzar a 23 nudos, la velocidad máxima del Blücher en esos momentos. Los cruceros de batalla británicos que los perseguían navegaban a 27 nudos, por lo que rápidamente alcanzaron a los barcos germanos. A las 09:52 el Lion, buque en que navegaba Beatty, abrió fuego contra el Blücher desde una distancia aproximada de 18 km, y poco después también comenzaron a disparar el Queen Mary y el Tiger. A las 10:09 los proyectiles ingleses hicieron su primer blanco en el Blücher, pero dos minutos después los navíos alemanes devolvieron varios cañonazos, casi todos con objetivo en el Lion, desde una distancia de 16,5 km. A las 10:28 el Lion recibe un cañonazo en su línea de flotación que le abre un boquete por el que se cuela agua que inunda su depósito de carbón y casi al mismo tiempo desde el Blücher consiguen colocarle otro proyectil de 210 mm en la torreta delantera, disparo que si bien no penetró la armadura consiguió inutilizar su cañón izquierdo. Sobre las 10:30 el New Zealand, cuarto buque de la línea de Beatty, entró en el rango del Blücher y abrió fuego. Solo cinco minutos después el rango ya era de 16 km, momento en el que toda la flota de Hipper estaba a tiro de los buques ingleses, por lo que Beatty ordenó a sus cruceros de batalla entablar combate con sus contrapartes germanas. Una confusión a bordo del Tiger llevó a su capitán a creer que estaban haciendo fuego contra el Seydlitz, lo que permitió al Moltke disparar sin distracción. Durante este momento de la batalla el Derfflinger recibió un proyectil que no le causó daños mayores. Dos planchas del blindaje fueron combadas hacia dentro y algunas carboneras de protección se inundaron.

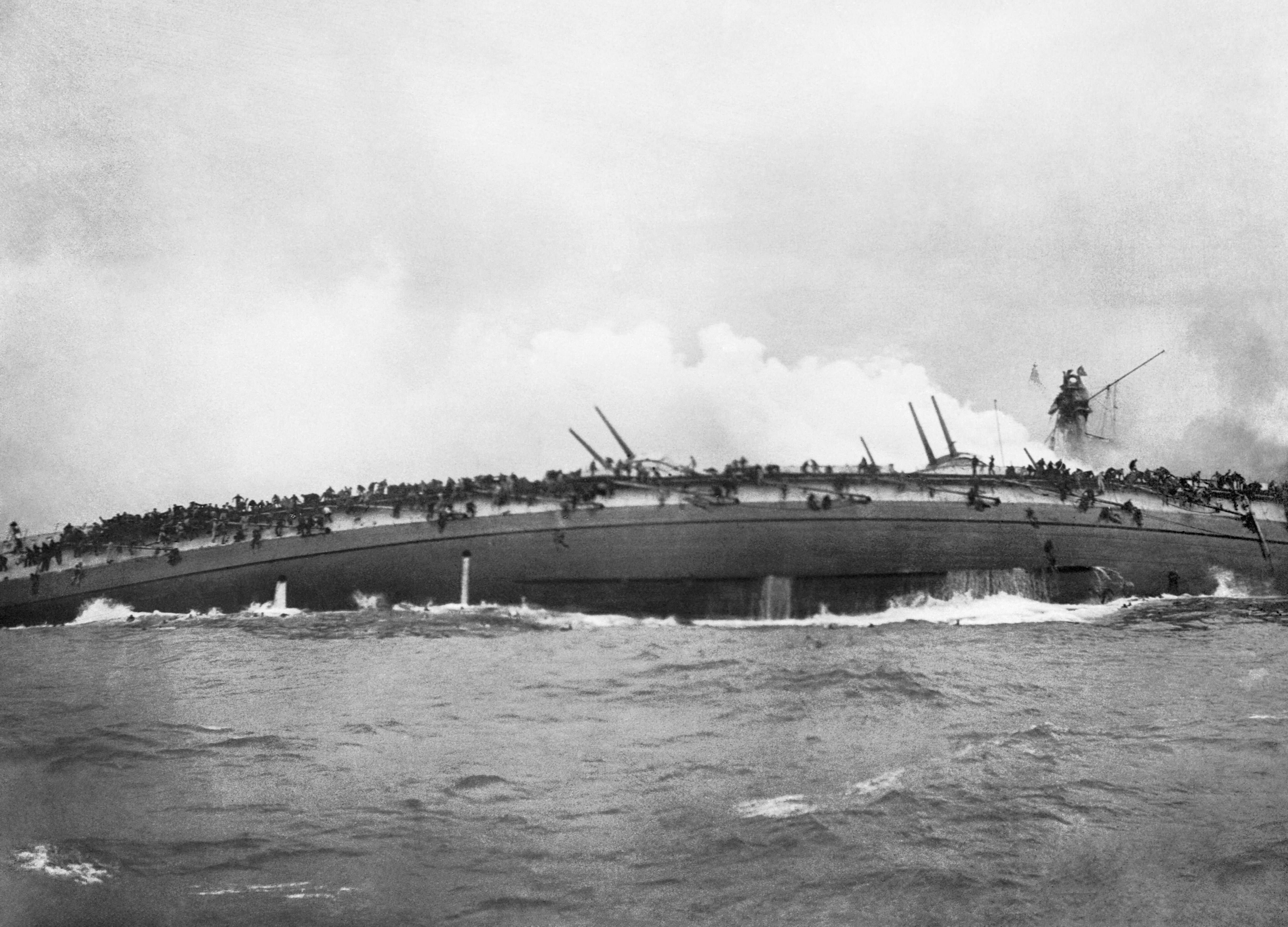
El Blücher hundiéndose mientras cientos de sus tripulantes se aferran al costado del barco. 24 de enero de 1915.

A las 10:40 uno de los proyectiles de 135 mm del Lion impactó en el Seydlitz causándole daños catastróficos, pues dejó fuera de combate ambas torretas traseras y mató a 159 tripulantes. El oficial ejecutivo ordenó inundar ambos almacenes para evitar un incendio rápido que habría acabado con la nave. Para entonces los cruceros de batalla alemanes habían concentrado su fuego en el Lion, haciéndole repetidos impactos. A las 11:01 un proyectil de 280 mm del Seydlitz le hizo blanco y le dejó fuera de servicio dos de sus dinamos, y un cuarto de hora después dos proyectiles de 300 mm del Derfflinger impactaron en su línea de flotación y penetraron el cinturón acorazado, provocando la entrada de agua en el tanque de alimentación de babor. El Lion tuvo que parar sus máquinas debido a la contaminación del agua de mar y quedó fuera de combate.
Para entonces el Blücher ya había sido tocado con numerosos proyectiles pesados y estaba seriamente dañado. La persecución finalizó cuando varias noticias afirmaron la presencia de submarinos U-boot alemanes delante de los buques británicos. Beatty rápidamente ordenó maniobras de evasión, lo que permitió a los germanos aumentar su distancia. En este momento la última dinamo operacional del Lion falló y el navío hubo de reducir su velocidad a 15 nudos, por lo que Beatty ordenó a los cruceros restantes «rodear la retaguardia del enemigo», pero un fallo en la transmisión provocó que solo se atacara al Blücher, permitiendo escapar a los buques Moltke, Seydlitz y Derfflinger. El Blücher recibió el impacto de alrededor de 70 proyectiles pesados. Gravemente dañado, escoró y se hundió aproximadamente a las 13:10. Para cuando Beatty retomó el control de sus barcos tras haberse trasladado al Princess Royal, los barcos alemanes se habían alejado demasiado para darles caza, por lo que a las 13:50 cesó su persecución.

### Bombardeo de Yarmouth y Lowestoft
El Derfflinger también participó en los bombardeos de Yarmouth y Lowestoft realizados los días 24 y 25 de abril de 1915. El almirante Hipper se encontraba de baja por enfermedad, por lo que los navíos germanos estaban bajo mando del contralmirante Friedrich Bödicker. El Derfflinger junto con su buque gemelo Lützow recientemente comisionado y los veteranos Moltke, Seydlitz y Von der Tann dejaron el estuario del Jade a las 10:55 del 24 de abril. Iban apoyados por una fuerza de pantalla formada por seis cruceros ligeros y dos flotillas de buques torpederos. Las unidades pesadas de la Flota de Alta Mar, bajo comando del almirante Reinhard Scheer, partieron a las 13:40 para dar apoyo lejano a la flota de Bödicker. El Almirantazgo Británico estaba informado de la salida alemana por la interceptación de las señales inalámbricas, y desplegó su Gran Flota a las 15:50.
Hacia las 14:00 los barcos de Bödicker habían llegado a una posición frente a Norderney, lugar en que viró sus barcos hacia el norte para evitar a los observadores holandeses de la isla de Terschelling. A las 15:38 el Seydlitz chocó una mina marina que explotó y le abrió un agujero de 15 m en su casco, justo detrás del tubo lanzatorpedos de estribor, provocando la entrada de más una tonelada de agua. El Seydlitz puso rumbo de vuelta a una velocidad de 15 nudos escoltado por los cruceros ligeros. Los restantes cuatro cruceros de batalla viraron al sur inmediatamente hacia Norderney para evitar chocar con otras minas. Sobre las 16:00 el Seydlitz estaba fuera de peligro inminente, por lo que se detuvo para permitir el desembarco de Bödicker, que embarcó en el buque torpedero V28 para trasladarse a bordo del Lützow.
A las 04:50 del 25 de abril los cruceros de batalla germanos se estaban aproximando a Lowestoft cuando los cruceros ligeros Rostock y Elbing, que habían estado cubriendo el flanco del sur, divisaron a los cruceros ligeros y destructores de la Fuerza Harwich del comodoro Tyrwhitt. Bödicker se negó a ser distraído por los buques británicos y en su lugar guio los cañones de sus barcos contra la localidad costera de Lowestoft. Desde una distancia de 13 km, los cruceros de batalla alemanes destruyeron dos baterías costeras de 150 mm y 200 viviendas de la localidad inglesa.
Sobre las 05:20 los atacantes alemanes tomaron rumbo norte, en dirección a Yarmouth, a donde llegaron unos 20 minutos después. La visibilidad ya era muy pobre y los navíos germanos solo hicieron una salva cada uno, con la excepción del Derfflinger, que disparó catorce andanadas con su batería principal. La flota viró al sur y a las 05:47 encontró por segunda vez la Fuerza Harwich, que para entonces había sido atacada por los seis cruceros ligeros de la fuerza de cobertura. Los navíos de Bödicker abrieron fuego desde 13 000 metros, tras lo que los barcos de Tyrwhitt dieron media vuelta y huyeron hacia el sur, pero no antes de que el crucero Conquest sufriera graves daños. Debido a informes sobre la cercanía de submarinos británicos y ataques con torpedos, Bödicker ordenó detener la persecución y viró al este, hacia la Flota de Alta Mar. En este punto, Scheer, que había sido advertido de la salida de la Gran Flota de Scapa Flow, se volvió hacia Alemania.

### Batalla de Jutlandia
Casi inmediatamente después del ataque a Lowestoft, el almirante Reinhard Scheer comenzó a planear una nueva incursión en el Mar del Norte. Su plan inicial era lanzar la operación a mediados de mayo, pero los daños sufridos por el Seydlitz tras chocar con la mina habían requerido complejas reparaciones y el almirante no estaba dispuesto a emprender una gran acción sin la fuerza de todos sus cruceros de batalla. Al mediodía del 28 de mayo las reparaciones en el Seydlitz finalizaron, y el crucero retornó al I Grupo de Reconocimiento.

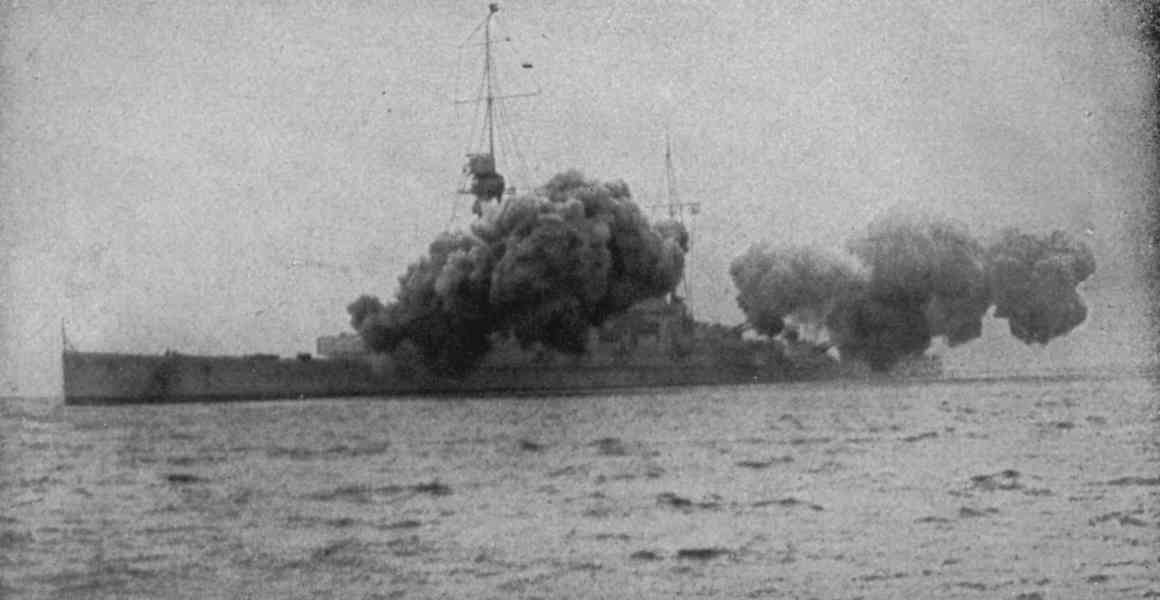
El Derfflinger dispara una salva completa

El Derfflinger y el resto de los cruceros del I Grupo de Reconocimiento de Hipper estaban anclados en el exterior de la rada del Jade en la noche del 30 de mayo de 1916, y a las 02:00 CET del día siguiente navegaron hacia el Skagerrak a una velocidad de 16 nudos (30 km/h). El Derfflinger era el segundo buque de una línea de cinco, tras el Lützow, el buque insignia, y por delante del Seydlitz. El II Grupo de Reconocimiento, compuesto por los cruceros ligeros SMS Frankfurt, buque insignia del almirante Bödicker, SMS Wiesbaden, SMS Pillau y SMS Elbing, además de 30 buques torpederos de las II, VI y IX Flotillas, acompañó a los cruceros del almirante Franz von Hipper. Hora y media después la Flota de Alta Mar de Scheer también dejó el Jade con sus 16 dreadnoughts y el acompañamiento del IV Grupo de Reconocimiento integrado por los cruceros ligeros Stettin, München, Hamburg, Frauenlob y Stuttgart y 31 buques torpederos de la I, III, V y VII Flotillas lideradas por el crucero ligero Rostock. Los seis pre-dreadnoughts del II Escuadrón de Batalla habían partido del río Elba a las 02:45 y se reunieron con la flota de batalla sobre las 05:00.
Poco antes de las 16:00 la fuerza de Hipper encontró los seis barcos del 1.º y 2.º Escuadrones de Batalla del vicealmirante David Beatty. Los buques alemanes abrieron fuego primero desde una distancia de unos 14 km, y cuando los barcos británicos comenzaron a devolver las salvas la confusión entre ellos dio como resultado que el Moltke fuera atacado tanto por el New Zealand como por el Tiger. Los telémetros británicos habían calculado mal el rango de sus blancos alemanes, por lo que las primeras andanadas inglesas cayeron una milla detrás de estos, a lo que se sumó un error en las comunicaciones británicas que provocó que no se atacara al Derfflinger, el más poderoso de los navíos germanos, en los primeros diez minutos de combate. El oficial de artillería del Derfflinger, capitán de corbeta Georg von Hase, remarcó después que «por algún error nos estaban dejando de lado. Me reí mucho y comencé a atacar a nuestro enemigo con completa calma, como una práctica de artillería, y con una precisión cada vez mayor». A las 17:03 el crucero de batalla británico HMS Indefatigable explotó tras recibir los proyectiles del Von der Tann durante un cuarto de hora. Poco después la segunda mitad de la fuerza de Beatty, los cuatro cruceros de batalla clase Queen Elizabeth del 5.º Escuadrón de Batalla, entraron en el rango y comenzaron a abrir fuego sobre el Von der Tann y el Moltke.

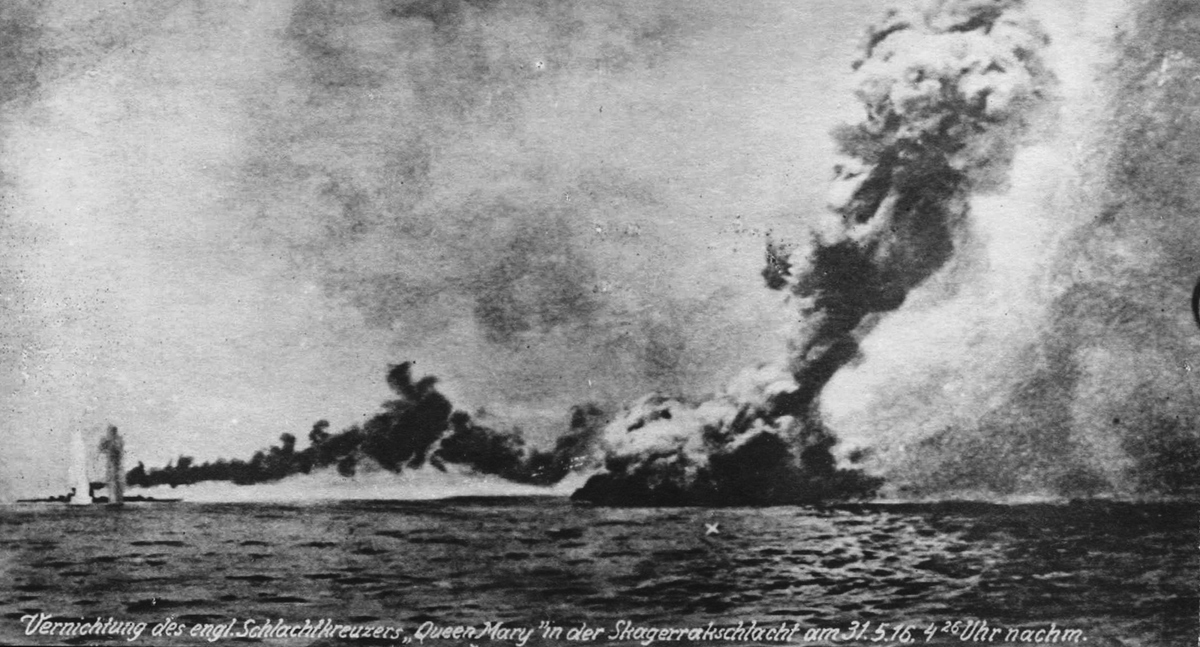
El HMS Queen Mary explota tras el fuego concentrado del Seydlitz y el Derfflinger

Debido a los graves daños infligidos por el Lützow al Lion, el Derfflinger perdió a este de vista y a las 17:16 pasó a disparar al HMS Queen Mary, al que también enfiló el Seydlitz. Bajo el fuego de ambos buques alemanes el Queen Mary fue impactado numerosas veces en rápida sucesión, pues los observadores del New Zealand y el Tiger, los buques que le sucedían y le precedían en la línea, respectivamente, informaron que tres proyectiles de una salva de cuatro le hicieron blanco al mismo tiempo. Tras encajar dos impactos más, una gigantesca explosión reventó el centro del crucero; una ondulante columna de humo negro comenzó a salir del buque partido en dos.
Los buques principales de la Flota de Alta Mar alemana habían entrado sobre las 18:00 en un rango efectivo sobre los cruceros de batalla británicos y los acorazados clase Queen Elizabeth, y habían comenzado a intercambiar cañonazos con ellos. Entre las 18:09 y las 18:19 el Derfflinger fue impactado por un proyectil de 380 mm del Barham o del Valiant, y a las 18:55 fue alcanzado otra vez por un proyectil que golpeó su proa y le abrió una vía enorme por la que penetraron 300 toneladas de agua. Poco después de las 19:00 el crucero alemán Wiesbaden estaba fuera de combate por un proyectil del Invincible. Los cruceros de batalla alemanes hicieron un giro de 16 puntos al noreste y se dirigieron al crucero paralizado a gran velocidad. A las 19:15 vieron el crucero acorazado inglés Defence, que se había unido al ataque al Wiesbaden. Hipper dudó en primera instancia pues lo confundió con el navío alemán Rostock, pero inmediatamente el capitán de navío Harder, oficial comandante del Lützow, ordenó a sus barcos abrir fuego contra él. El resto de barcos germanos se unieron al combate y el Defence fue impactado por numerosos proyectiles de grueso calibre de las unidades enemigas. Una de las salvas penetró su pañol de municiones y una brutal explosión destrozó el crucero.
Sobre las 19:24 el 3.er Escuadrón de Batalla se había formado con los cruceros restantes del almirante Beatty delante de la línea alemana. Los buques líderes de la formación inglesa divisaron al Lützow y al Derfflinger y comenzaron a dispararles. En el lapso de ocho minutos el Invincible hizo blanco con 8 proyectiles sobre el Lützow, a cambio de lo cual los dos cruceros germanos concentraron sus salvas en él y a las 19:31 el Derfflinger le descargó su última andanada. Inmediatamente después estalló la santabárbara de proa del Invincible y el crucero desapareció en medio de enormes explosiones.
A las 19:30 la Flota de Alta Mar alemana, que para entonces estaba persiguiendo los cruceros de batalla británicos, no había encarado todavía a la Gran Flota. Scheer había estado considerando retirar sus fuerzas antes de que la oscuridad expusiera a sus naves a un ataque torpedero. No había tomado la decisión cuando encontró el cuerpo principal de la Gran Flota británica, circunstancia que hacía imposible la retirada prevista por Scheer porque habría sacrificado los acorazados pre-dreadnought más lentos del II Escuadrón de Batalla. Si hubiera optado por utilizar sus dreadnoughts y cruceros de batalla para cubrir su retirada, habría sometido sus mejores barcos al fuego abrumador de los británicos. En cambio, Scheer mandó a su formación realizar un giro de 16 puntos a estribor, lo que daría a los acorazados pre-dreadnought la relativa seguridad de la zona libre de combate de la línea de batalla alemana.
El Derfflinger y los cruceros de batalla realizaron el movimiento, lo que los puso a popa del König. Los maltratados barcos de Hipper consiguieron un momento de respiro. La incertidumbre sobre la localización exacta y el curso de los barcos Scheer llevó al almirante John Jellicoe a virar sus naves hacia el este, hacia lo que pensaba era la probable trayectoria de retirada alemana. La flota imperial estaba, sin embargo, navegando al oeste, pero Scheer ordenó otro giro de 16 puntos, lo que invirtió el rumbo y colocó sus naves en el centro de la línea inglesa, que cayeron bajo un intenso fuego enemigo. Scheer envió al Derfflinger, Seydlitz, Moltke y Von der Tann navegar a gran velocidad hacia los británicos en un intento por romper su formación y ganar tiempo para que su flota principal se retirara. A las 20:17 los cruceros de batalla alemanes habían recorrido los 7000 m que los separaban del Colossus, momento en el que Scheer dirigió sus barcos para entablar combate con los líderes de la línea británica. Tres minutos después los barcos alemanes iniciaron la retirada cubiertos por un ataque de buques torpederos.
Una pausa de los combates al atardecer, aproximadamente entre las 20:20 y las 21:10, permitió al Derfflinger y a otros cruceros alemanes despejar de escombros sus baterías principales, extinguir fuegos, reparar en control de incendios y los equipos de señales, además de preparar los reflectores para las acciones nocturnas. En este intervalo la flota alemana también reorganizó su formación en orden inverso. Poco después de las 21:00 las fuerzas ligeras encontraron y combatieron a la cobertura británica. El renovado cañoneo llamó la atención de Beatty, que hizo volver a sus cruceros de batalla hacia el oeste. A las 21:09 pudo ver los principales navíos alemanes, avanzó 7800 m y abrió fuego sobre las 21:20. En este intercambio el Derfflinger recibió diversos impactos, el más destructivo de los cuales penetró a las 21:34 su última torreta operativa y la dejó fuera de servicio. Los alemanes devolvieron las andanadas con todos los cañones disponibles, consiguiendo acertar en la oscuridad tanto al Lion como al Princess Royal. La maniobra de los cruceros imperiales forzó al 1.er Escuadrón de Batalla inglés virar al oeste para evitar la colisión, lo que llevó a los pre-dreadnoughts del II Escuadrón de Batalla alemán directamente entre las dos líneas de cruceros de batalla, impidiendo así que los barcos de la Marina Real persiguieran a sus contrapartes germanas en su huida hacia el sur. Los cruceros británicos abrieron fuego contra los viejos acorazados, por lo que estos pusieron proa al suroeste para orientar hacia ellos todas sus baterías. Este combate duró solo unos minutos, pues el almirante Mauve ordenó a sus navíos virar ocho puntos a estribor y los británicos, inexplicablemente, no los persiguieron.

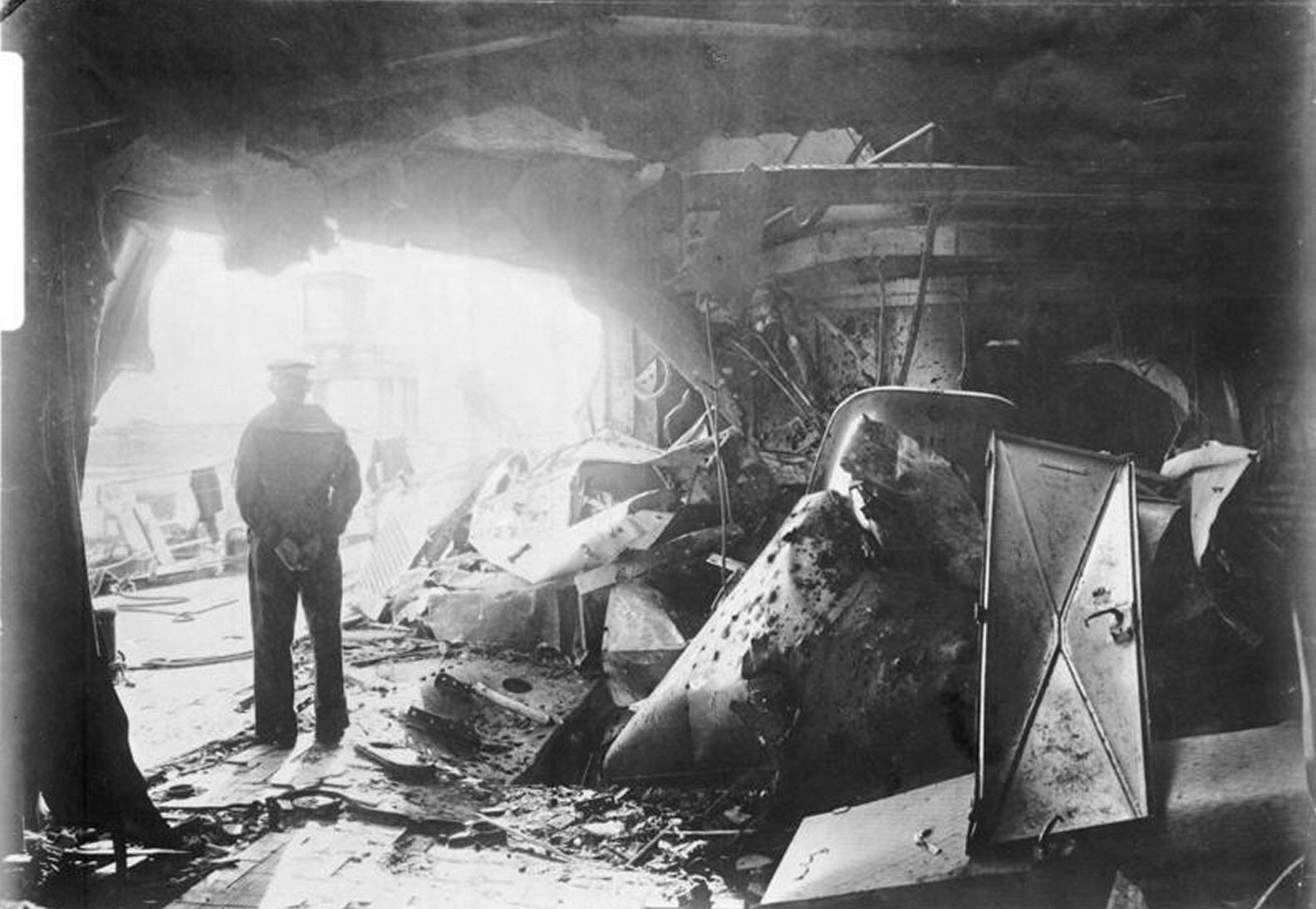
Daños en el Derfflinger.

Cerca del final de la batalla, sobre las 03:55, Hipper transmitió un informe al almirante Scheer haciéndole saber el tremendo daño sufrido por los cruceros bajo su mando. En efecto, en ese momento el Derfflinger y el Von der Tann solo tenían dos cañones operativos cada uno, el Moltke estaba inundado con 1000 toneladas de agua, y el Seydlitz tenía graves desperfectos. Hipper informó: «El I Grupo de Reconocimiento ya no es de ningún valor para un combate serio, y fue consiguientemente conducido a puerto por el comandante en jefe, cuando él mismo determinó esperar las evoluciones frente a Horns Reef con la flota de batalla».
En el transcurso de la batalla el Derfflinger recibió el impacto de 17 proyectiles de grueso calibre y fue nueve veces tocado por salvas de baterías secundarias. Permaneció en el dique para reparaciones hasta el 15 de octubre. Por el contrario, disparó 385 proyectiles de su batería principal, 235 de las secundarias y un torpedo. Su tripulación sufrió 157 muertos y 26 heridos, la mayor cantidad de bajas en cualquier buque no hundido durante la batalla. Debido a su extraordinaria resistencia en Jutlandia, los británicos bautizaron al poderoso crucero de batalla alemán como «Perro de Hierro».

### Últimas operaciones
Durante la Segunda batalla de la Bahía Heligoland, en noviembre de 1917, el Derfflinger zarpó de puerto junto con el resto de cruceros de batalla para ayudar a los cruceros ligeros del II Grupo de Reconocimiento, pero cuando todos llegaron a la zona los incursores británicos ya la habían abandonado.
A fines de 1917 la Flota de Alta Mar alemana comenzó a realizar incursiones contra los convoyes enemigos que hacían la ruta entre el Reino Unido y Noruega, en el Mar del Norte. En octubre y diciembre cruceros y destructores alemanes interceptaron y destruyeron dos convoyes británicos con destino a Noruega. Esto llevó a Beatty, ahora comandante en jefe de la Gran Flota, a separar varios cruceros de batalla y acorazados con la finalidad de proteger los convoyes. Ello presentó a Scheer la oportunidad que había esperado durante toda la guerra: aislar y eliminar un parte de la Gran Flota. A las 05:00 del 23 de abril de 1918 la Flota de Alta Mar zarpó de puerto con la intención de interceptar uno de los convoyes fuertemente protegidos. El tráfico de radio inalámbrico se mantuvo al mínimo para prevenir que los británicos conocieran la operación. Hacia las 14:10 el convoy no había sido localizado todavía, por lo que Scheer hizo volver a la flota hacia Alemania.

### Destino
El Derfflinger tendría que haber tomado parte en lo que habría de representar la «Cabalgata de la Muerte» de la Flota de Alta Mar alemana poco antes del fin de la Primera Guerra Mundial. La mayor parte de la flota de la Marina Imperial sería enviada desde su base en Wilhelmshaven para enfrentarse con la Gran Flota británica. Scheer, por entonces Großadmiral de la flota, tenía la intención de infligir el máximo daño posible a la Marina Real Británica sin reparar en los daños propios con la finalidad de conseguir una mejor posición de Alemania en la mesa de negociación. Mientras la flota se preparaba en Wilhelmshaven los marineros, cansados de una guerra larga y brutal que estaba perdida para ellos, comenzaron a desertar en masa. Aprovechando el cruce del Derfflinger y el Von der Tann por las esclusas que separaban el interior del puerto de Wilhelmshaven de la rada, unos 300 marineros de ambos cruceros saltaron por la borda y desaparecieron.

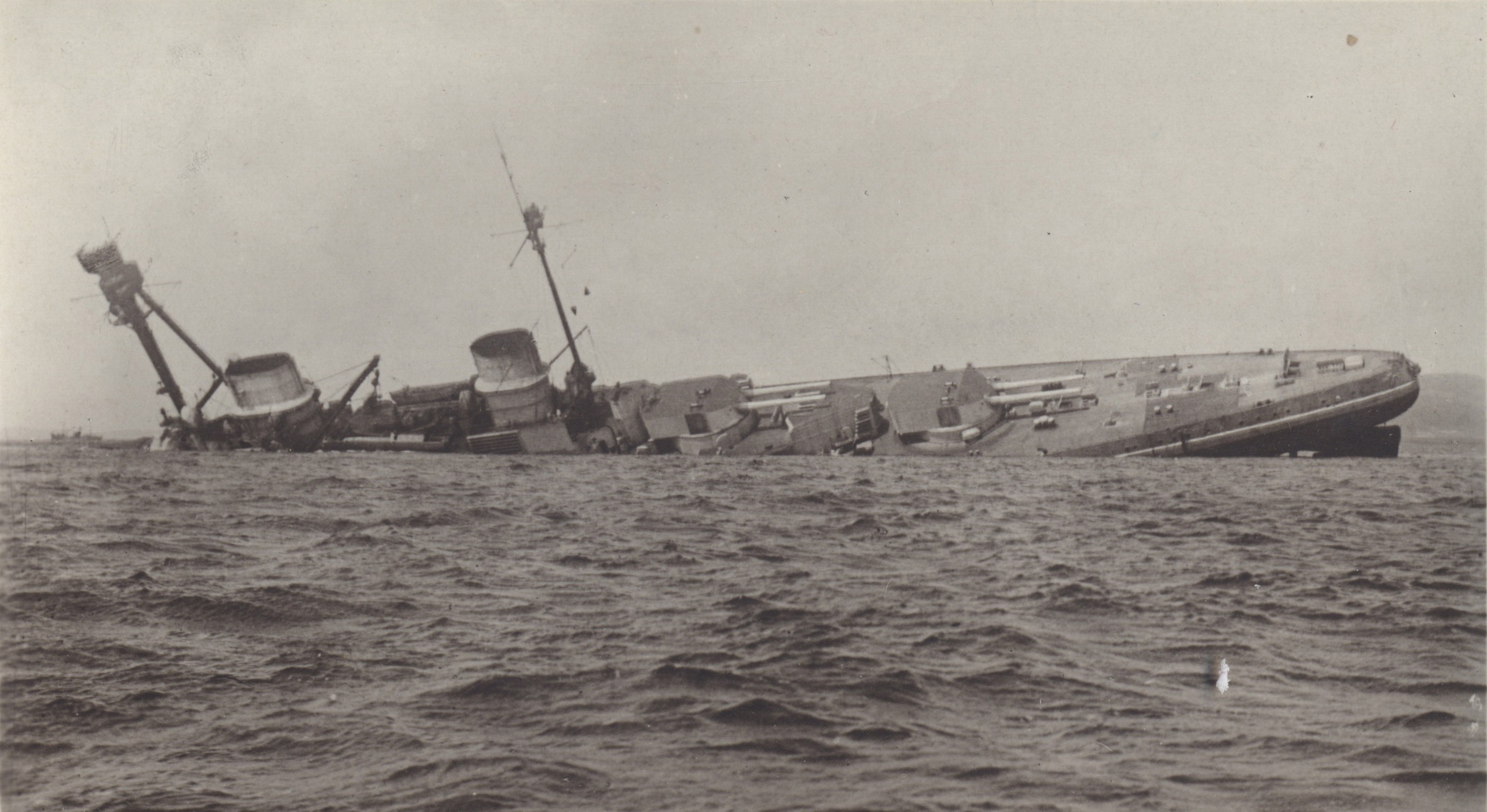
El Derfflinger tras ser echado a pique en Scapa Flow.

El 24 de octubre de 1918 se dio la orden de zarpar de Wilhelmshaven. A partir de la noche del 29 se amotinaron los marineros de varios cruceros, tres barcos del III Escuadrón se negaron a levar anclas, y los acorazados Thüringen y Helgoland informaron de actos de sabotaje. La orden de partir fue anulada en vista de la rebelión. El mes siguiente la Revolución de Noviembre derrocó a la monarquía e inmediatamente se firmó el armisticio que ponía fin a la guerra.
Tras la capitulación alemana los Aliados exigieron que la mayor parte de la Flota de Alta Mar alemana fuera internada en la base naval británica de Scapa Flow. El 21 de noviembre de 1918, bajo el comando del contralmirante Ludwig von Reuter, los buques zarparon de sus bases en Alemania por última vez. La flota se reunió con el crucero ligero Cardiff, antes de ir al encuentro de una enorme flota compuesta por unos 370 barcos de guerra británicos, estadounidenses y franceses para el viaje a Scapa Flow. Una vez internados, sus cañones fueron inutilizados.
La flota estuvo retenida durante las negociaciones de armisticio que culminaron en el Tratado de Versalles. Reuter se dio cuenta de que los británicos pretendían apoderarse de los buques alemanes el 21 de junio, fecha límite para que Alemania firmara el tratado de paz. Sin conocer que esta fecha se había extendido hasta el 23, Reuter ordenó echar a pique todos los barcos. En la mañana del 21 de junio la flota británica dejó el fondeadero de Scapa para realizar maniobras, circunstancia que aprovechó el almirante alemán para transmitir la orden a los navíos a las 11:20. El Derfflinger se hundió a las 14:45. El crucero fue reflotado en 1939 y anclado, todavía escorado, frente a la isla Rysa Little hasta 1946, cuando lo trasladaron al puerto de Faslane para ser desguazado en 1948. La campana del crucero de batalla fue enviada a la Deutsche Marine alemana el 30 de agosto de 1965.